# کوکیار
کوکیار (به لاتین: Kokyar) یک شهرک در جمهوری خلق چین است که در Yutian County واقع شده‌است.